# هرمان هانسن
هرمان هانسن (انگلیسی: Hermann Hansen; ۳۱ اکتبر ۱۹۱۲ – ۲۸ ژوئن ۱۹۴۴) بازیکن هندبال اهل رایش آلمان بود.